# Polica (Berg)
Die Polica ist ein 1369 m hoher Berg in den Saybuscher Beskiden (Beskid Żywiecki) in der Woiwodschaft Kleinpolen in Polen. Der Berg liegt auf der Europäischen Hauptwasserscheide an der Grenze des Powiat Nowotarski zum Powiat Suski nordöstlich des Bergs Babia Góra auf dem Gebiet der Gmina Zawoja. An der Polica ist ein 58,73 ha großes Naturschutzgebiet (Rezerwat przyrody na Policy im. prof. Zenona Klemensiewicza) eingerichtet.

## Geschichte

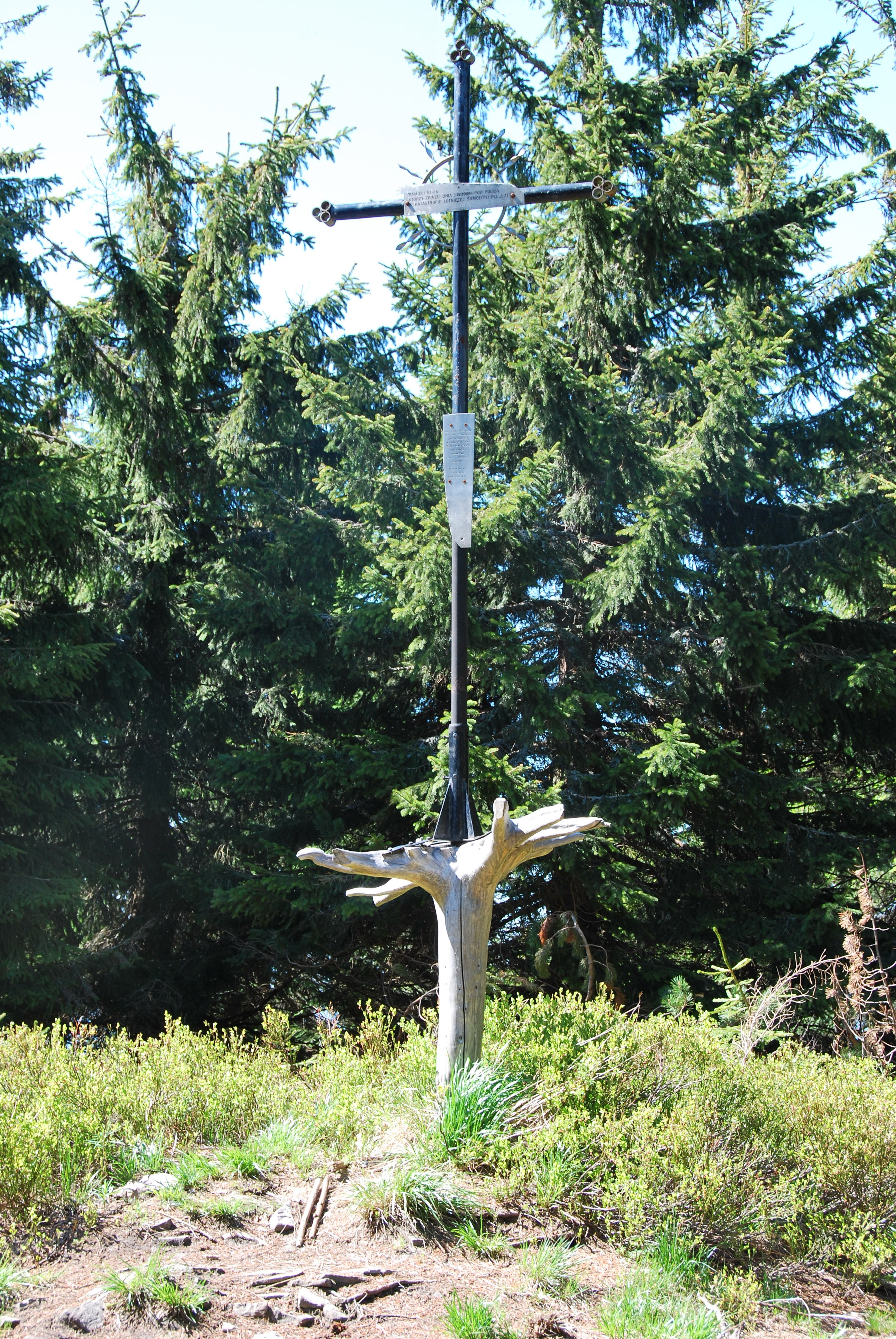
Das Kreuz an der Absturzstelle der An-24

Die Polica lag bis zum Ende des Ersten Weltkriegs auf der Grenze zwischen dem Kronland Galizien und Ungarn und kam erst durch die Teilung des Arwa-Gebiets, des früheren ungarischen Komitats Arwa, ganz zu Polen. 
Am 2. April 1969 kollidierte eine vollbesetzte Antonow An-24 der LOT mit dem Berg. In den Jahren 2003 und 2009 wurden an der Absturzstelle eine Gedenktafel und ein Denkmal errichtet.

## Zugang

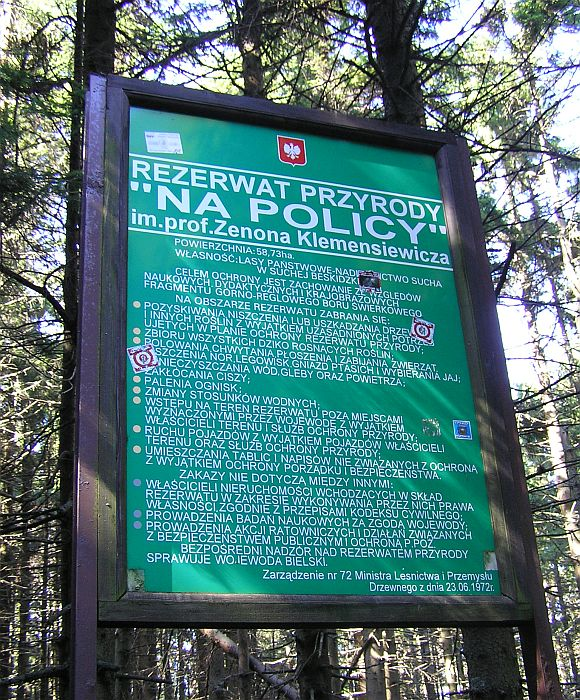
Hinweisschild auf das Naturschutzgebiet an der Polica

Auf die Polica führen zwei markierte Wege: von Bystra über den Berg Okrąglica (1239 m; rote Markierung) und weiter zum Pass Przełęcz Krowiarki an der Woiwodschaftsstraße 957, und vom Pass Przełęcz Zubrzycka (blaue Markierung).